# Burra (Australien)

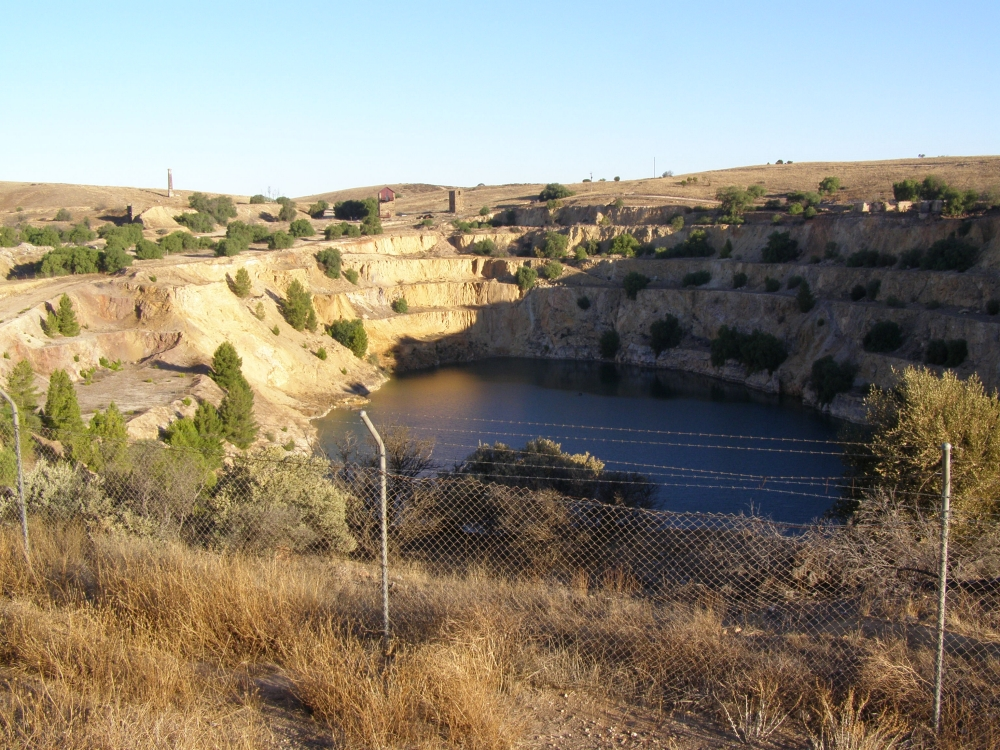
Tagebau Burra

Burra ist eine Stadt im australischen Bundesstaat South Australia. Der Ort liegt etwa 150 km nördlich von Adelaide am Barrier Highway. Burra erlangte Bekanntheit durch den Kupferbergbau und war eines der ersten Bergbauzentren Australiens.

## Geschichte
Im Jahr 1845 entdeckten ansässige Schäfer zwei Kupfervorkommen in der Gegend der späteren Stadt. Um die Rechte an den Lagerstätten zu erhalten, musste das Land im Wert von 20.000 Pfund von der Regierung gekauft werden.
Es bildeten sich zwei Parteien bestehend aus Geschäftsleuten aus Adelaide. Die beiden Parteien kauften das Land und per Los wurde entschieden, wer welches Vorkommen erhielt. Die als „Nobs“ bekannte Vereinigung aus Kapitaleignern erhielt das Los für das Vorkommen Princess Royal südlich der späteren Stadt. Diese Lagerstätte enthielt aber nur wenig Erz und der Abbau wurde schon 1851 wieder eingestellt. Die zweite Partei, die South Australian Mining Association (bekannt als die „Snobs“), bestehend aus Handelsleuten aus Adelaide, erhielt das Los für die Monster Mine.

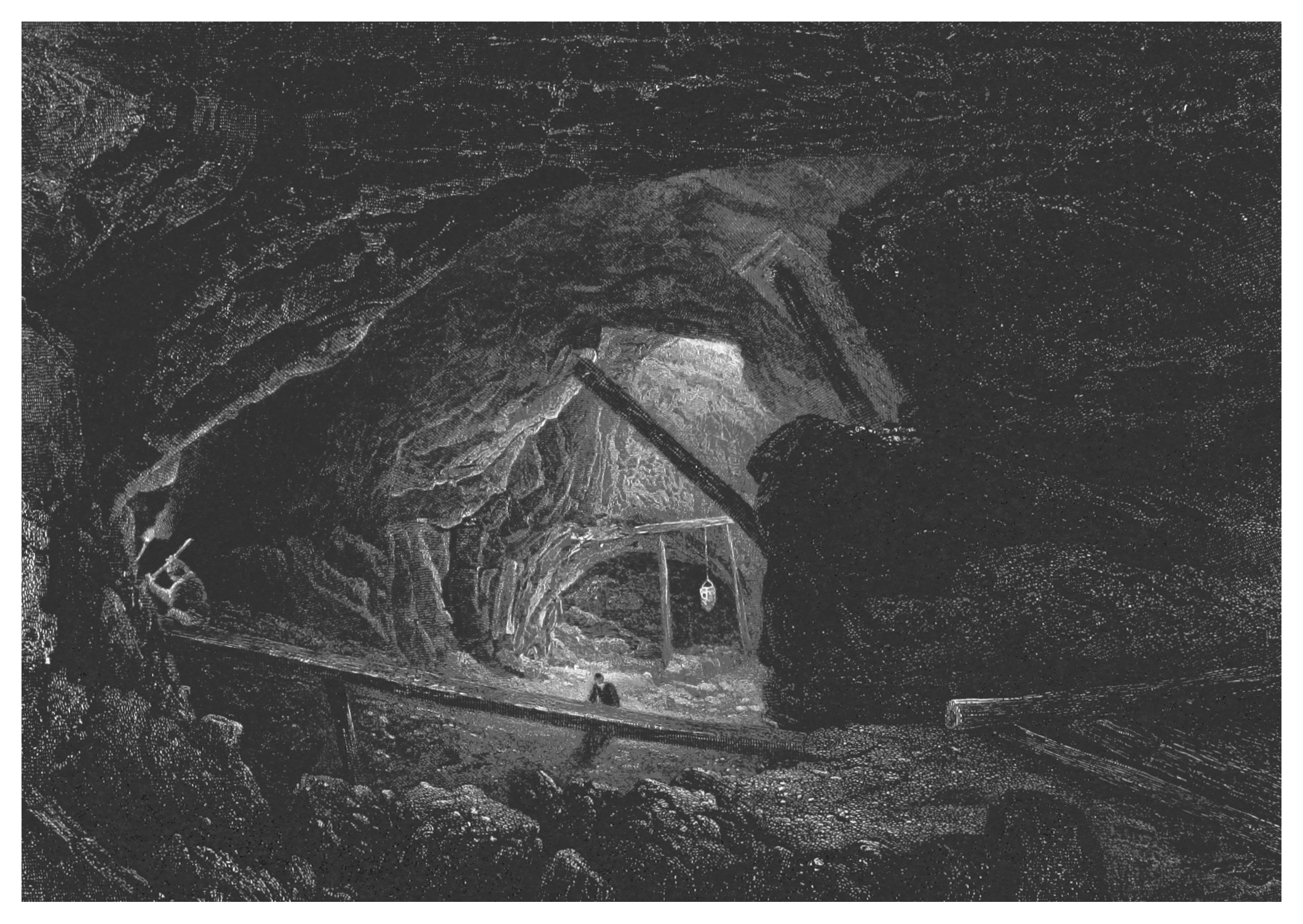
Bergleute in der Burra Burra Mine (vor 1870)

Der untertägige Abbau begann im September 1845. Das Bergwerk wurde einen Monat später in Burra Burra Mine umbenannt nach einem lokalen Flusslauf. Das handverlesene Erz wurde zuerst auf Fuhrwerken nach Port Adelaide transportiert und von dort nach Wales verschifft, wo daraus schließlich Kupfer geschmolzen wurde. In den folgenden Jahren wurde das Erz nach Kapunda transportiert, dem nächsten Eisenbahnanschluss. Im Jahr 1849 wurden in Burra Schmelzhütten errichtet, um vor Ort Kupfermetall produzieren zu können. Der hohe Grundwasserspiegel bereitete große Probleme und Anfang der 1850er Jahre wurden starke Pumpen installiert, um die Gruben trocken zu halten. In den Jahren kam außerdem erschwerend der Goldrausch in Victoria hinzu, welcher viele Arbeitskräfte aus Burra abzog.
In der Anfangszeit des Bergbaus hatte Burra zeitweise mehr als 5.000 Einwohner. Die verschiedenen Bevölkerungsgruppen (Bergarbeiter aus Cornwall, Schottland, Wales und England) hatten alle jeweils ihre eigenen Dörfer, welche zu Burra zusammenwuchsen.
Im Jahr 1867 beschloss man die Lagerstätte im Tagebau zu gewinnen, um auch niedriggradigeres Kupfererz erschließen zu können. Viele Anlagen auf der Lagerstätte wurden demontiert wie auch die Schmelzhütten, um Platz für den Tagebau zu schaffen. Die Verhüttung der Erze erfolgte danach in Port Adelaide. 1870 begann der Tagebaubetrieb, aber 1875 wurde auch die Gewinnung im Tiefbau auf tieferen Sohlen wieder aufgenommen. 1877 musste der Bergbau aufgrund der hohen Kosten für die Wasserhaltung und dem niedrigen Kupferpreis eingestellt werden. Bis 1877 wurden etwa 700.000 Tonnen Erz gefördert und daraus 50.000 t Kupfer gewonnen.
Im Jahr 1961 begann das Department for Mines der Regierung von South Australia mit Untersuchungen auf der Lagerstätte, gefolgt von Mines Exploration Ltd. und Samin Ltd. Im Jahr 1971 wurde der Bergbau im Tagebau wieder aufgenommen. 1978 kaufte die Adelaide & Walleroo Fertilizers Ltd. die Lagerstätte und setzte den Bergbau bis 1981 fort. In dieser zweiten Phase wurden zwei Millionen Tonnen Erz gefördert und 40.000 Tonnen Kupfer produziert. Derzeit wird in der Umgebung von Burra durch die Phoenix Copper Ltd. auf Kupfer und Gold exploriert.
1930 wurde 15 km östlich von Burra das Mongolata-Goldfeld entdeckt. Dieses produzierte bis heute mehr als 11.000 Unzen Gold aus etwa 7.500 Tonnen Erz. Aktive Bergbaulizenzen für das Feld werden noch von kleinen Firmen gehalten.
Heute lebt Burra vornehmlich vom Tourismus. Die gut erhaltenen Gebäude aus dem 19. Jahrhundert sowie die Hinterlassenschaften des Bergbaus inklusive alter Grubengebäude und Museum sind die Attraktionen der Stadt.

## Geologie

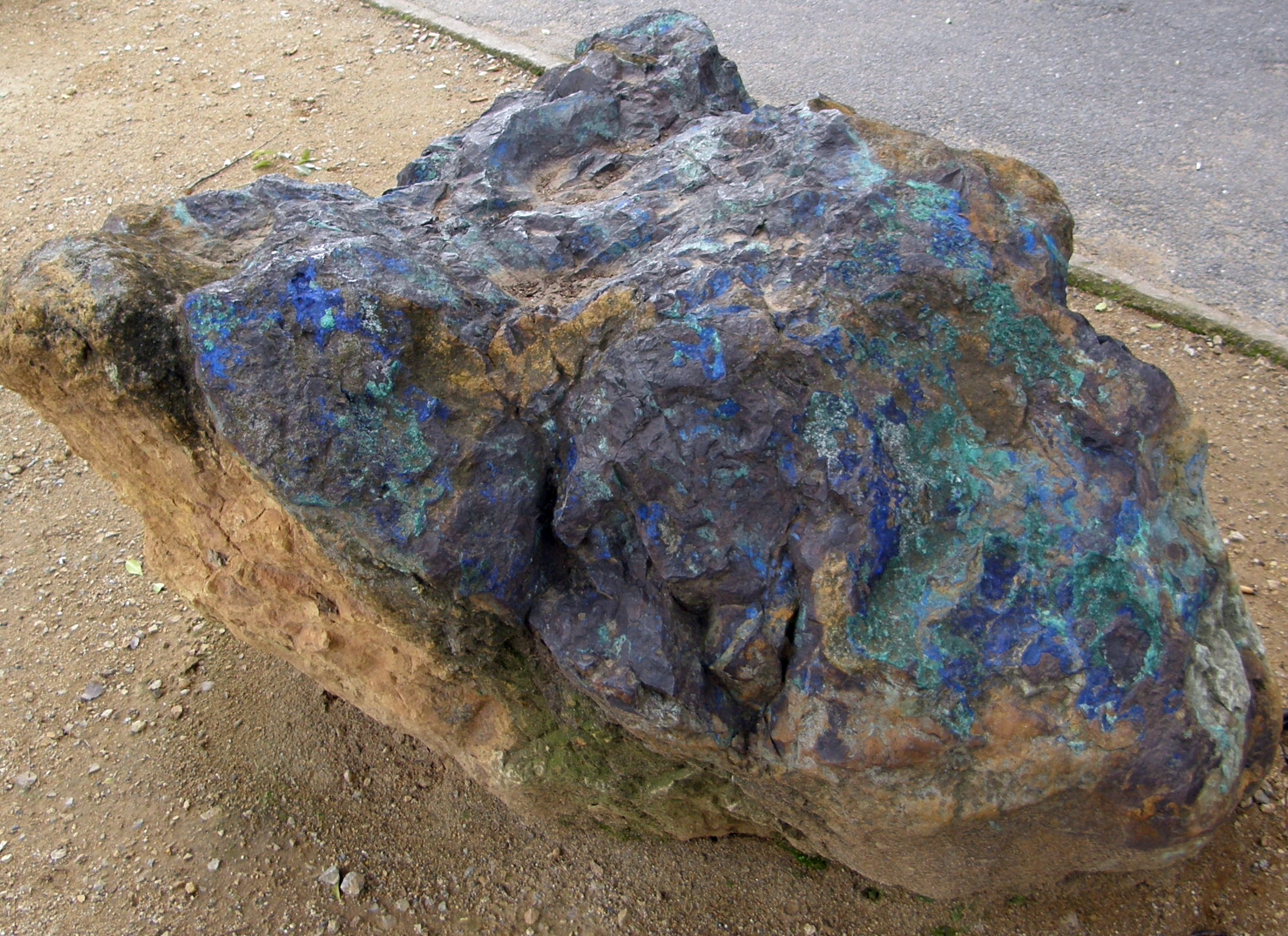
Kupfererz mit Malachit und Azurit aus Burra

Die Erzkörper von Burra befinden sich in neoproterozoischen Sedimenten des sogenannten Adelaidean. Die Untereinheit, welche die Erzkörper beinhaltet, wurde nach der Lagerstätte Burra Group benannt. Es handelt sich vor allem um Quarzite und Dolomite. Der Erzkörper selbst ist von relativ geringer Ausdehnung, enthält aber durch supergene Anreicherung Erzgehalte von bis zu 20 Gew.% Kupfer. Erzminerale in dieser Zone sind vor allem Malachit und Azurit. Die darunter befindliche sulphidische Mineralisation enthält weit geringere Kupfergehalte.